# Chotelek
Chotelek – wieś w Polsce, położona w województwie świętokrzyskim, w powiecie buskim, w gminie Busko-Zdrój, nad rzeką Maskalis.
W latach 1975–1998 miejscowość położona była w województwie kieleckim.
Do 2006 r. wieś nosiła nazwę Chotelek Zielony. Nazwa została zmieniona rozporządzeniem Ministra Spraw Wewnętrznych i Administracji z 15 grudnia 2006 r.

## Części miejscowości
| SIMC    | Nazwa               | Rodzaj    |
| ------- | ------------------- | --------- |
| 0231550 | Chorokowa           | część wsi |
| 0231567 | Chotelek Poduchowny | część wsi |
| 0231573 | Zakrzyże            | część wsi |

## Historia

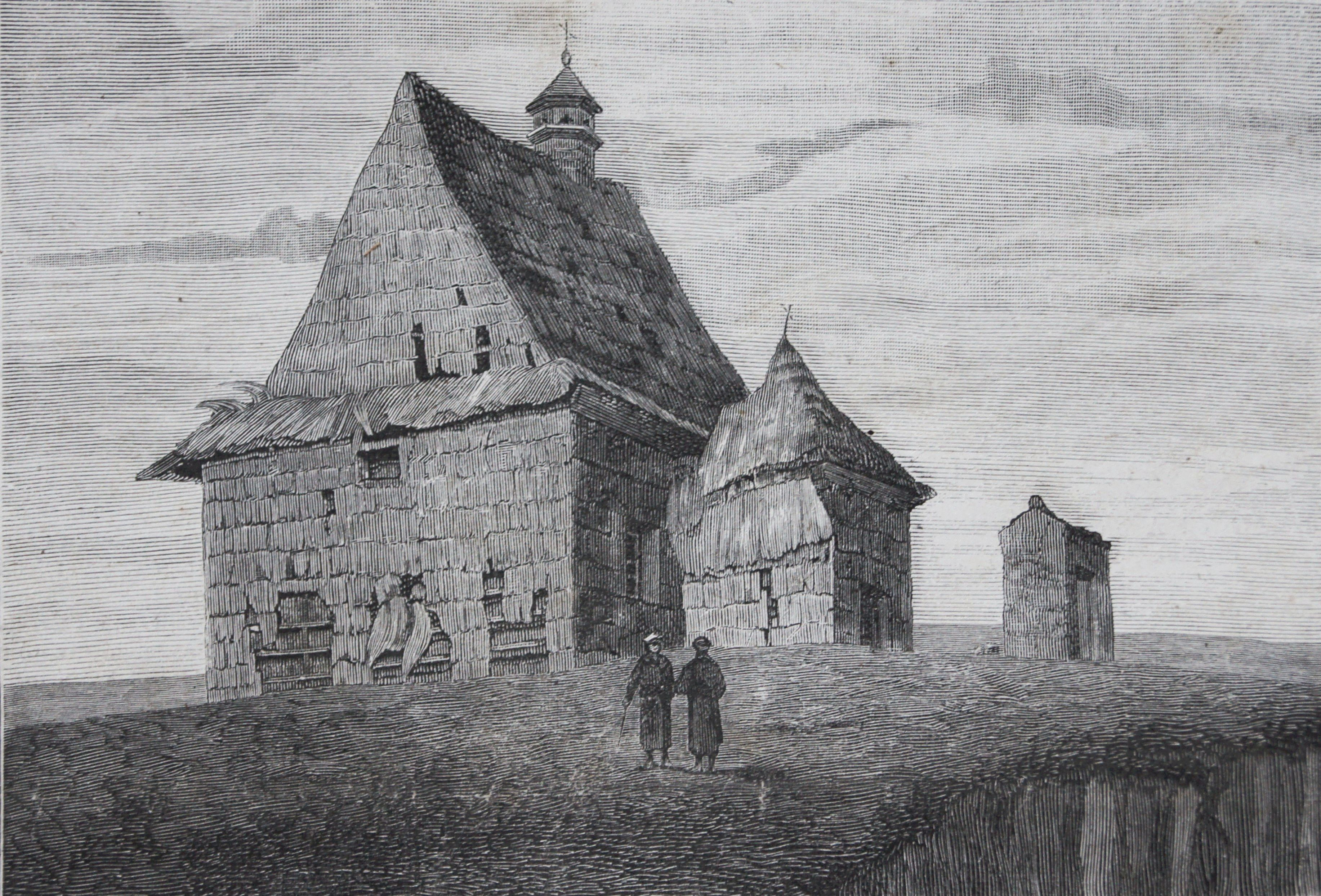
Kościół w Chotelku w 1881 roku, drzeworyt sztorcowy wg rysunku Zygmunta Słupskiego

Wieś nazywana była dawniej Chotlem Szlacheckim. Pierwsze wzmianki o niej pochodzą z XII wieku. Właścicielem miejscowości był w tym czasie Dzierżysław z Chotla, wojewoda sandomierski i starosta krakowski. Był on założycielem buskiego klasztoru. Z Chotelka Zielonego wywodził się także jego brat Wit – biskup płocki.
Za czasów Jana Długosza połowa wsi należała do kolegiaty sandomierskiej, a druga była własnością braci Stanisława i Piotra Korzeńskich herbu Strzemię.
Pierwszy drewniany kościół powstał w Chotelku w 1241 r. Obecny pochodzi z pierwszej połowy XVI wieku.

## Zabytki

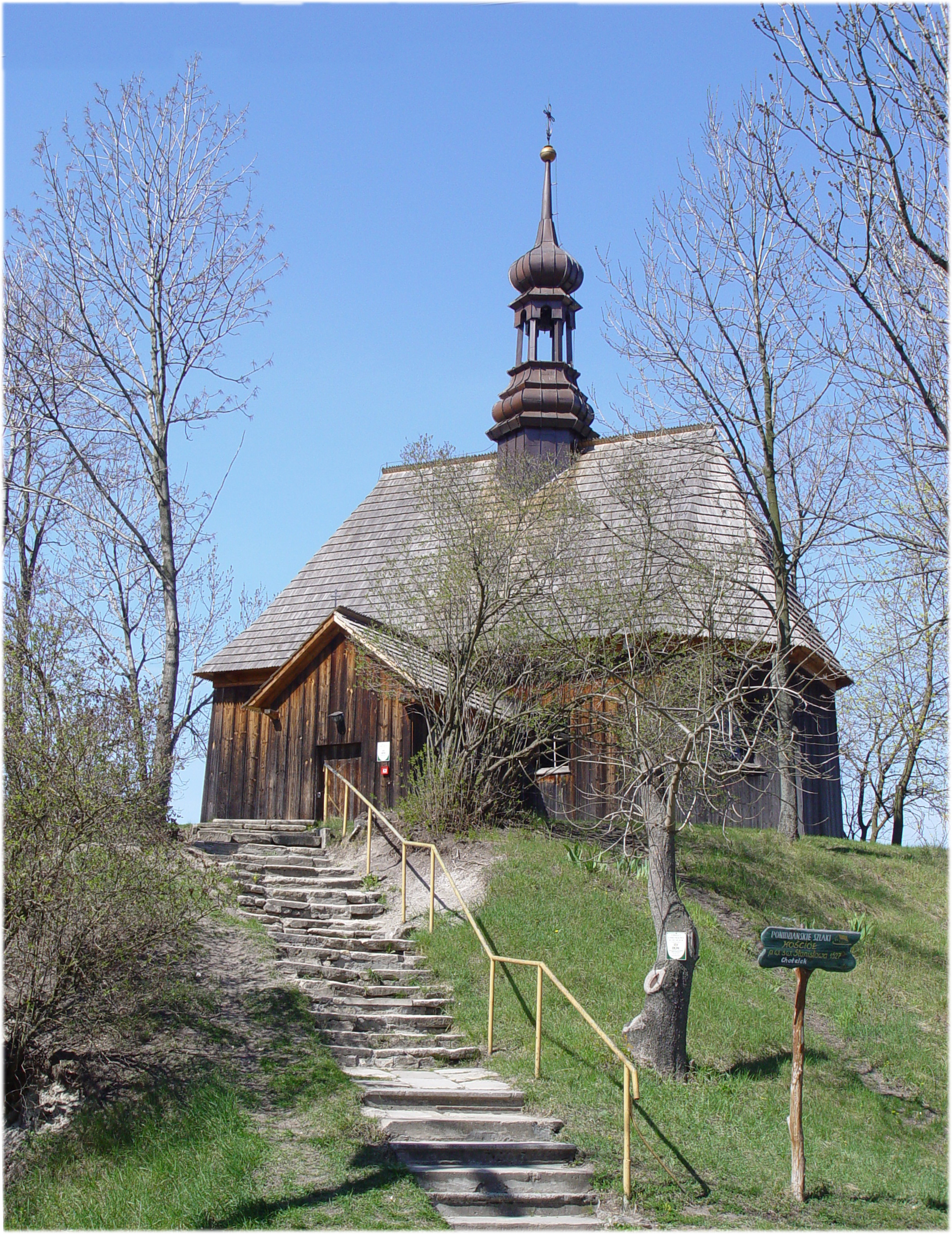
Kościół św. Stanisława Biskupa w Chotelku, 2007.04.15

Drewniany kościół pw. św. Stanisława Biskupa z 1527 r. – jedyny zachowany na Kielecczyźnie obiekt XVI-wiecznego drewnianego budownictwa sakralnego. Został wpisany do rejestru zabytków nieruchomych  nr rej.: 793 z 08.02.1958 oraz 120 z 22.06.1967, A.30.